# Научная конференция

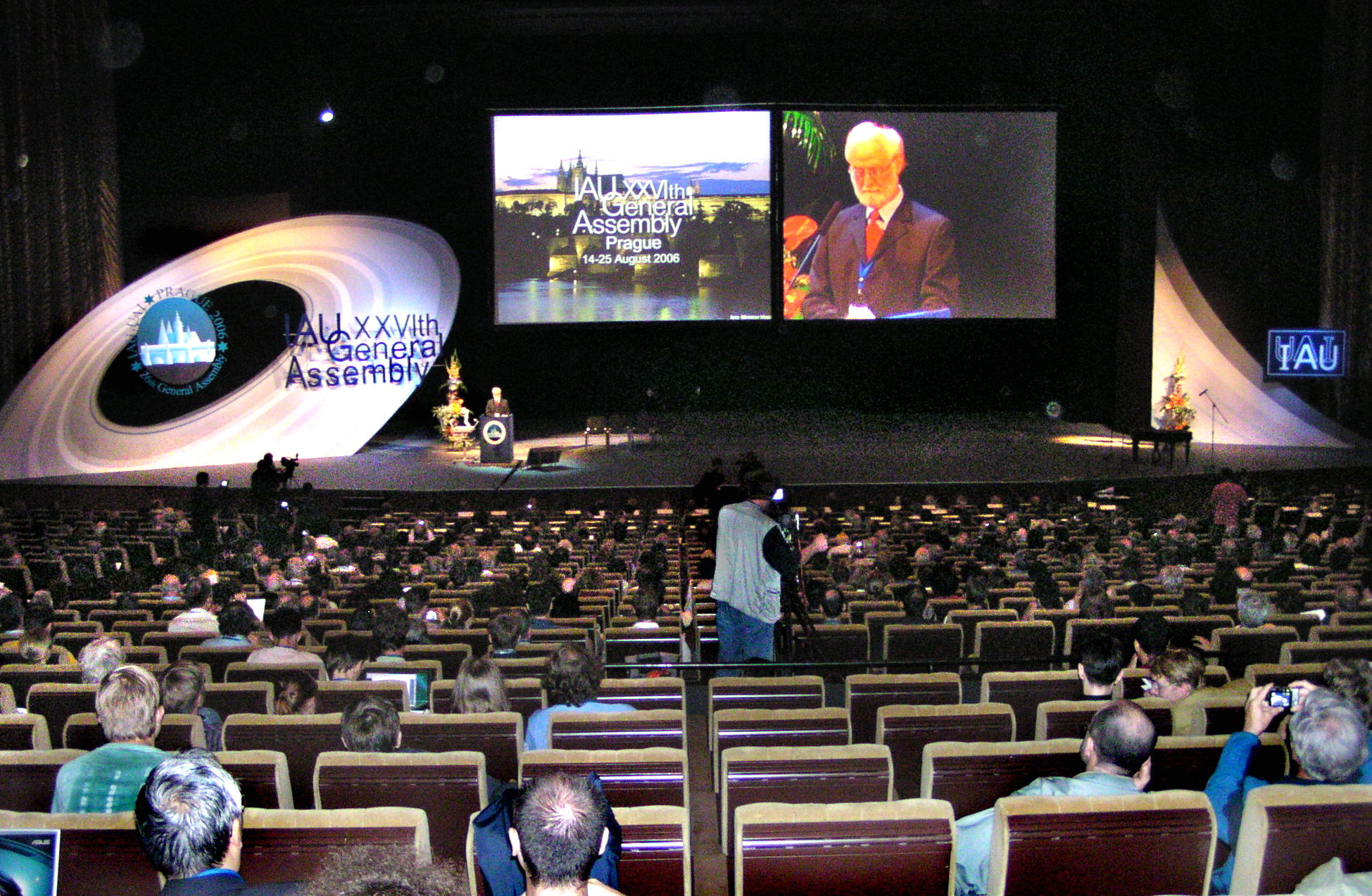
Конференция Международного астрономического союза (IAU) в астрономическом институте Академии наук Чехии, Прага, 2006 год.

Нау́чная конфере́нция (англ. academic conference) — форма организации научной деятельности, при которой исследователи представляют и обсуждают свои работы. Основной контингент участников — научные сотрудники институтов и вузов, студенты-старшекурсники и аспиранты, но могут также присутствовать профильные специалисты-практики (инженеры, педагоги, врачи-клиницисты и другие). По своему статусу научная конференция занимает промежуточное положение между научным семинаром и конгрессом. Продолжается несколько дней. Иногда совмещается с выставкой по предмету конференции. 

## Подготовка конференции
Подготовка к проведению конференции начинается за несколько месяцев и включает:
- Формирование организационного комитета
- Анонсирование в Интернете, распространение информации о теме, времени и месте проведения конференции
- Направление писем крупным специалистам по профилю с приглашением приехать и сделать доклад
- Присылку тезисов [англ. abstract] докладов (их объём может составлять от нескольких абзацев до нескольких страниц текста с иллюстрациями) всеми желающими выступить; предельный срок присылки [англ. deadline] указывается при анонсировании
- Отбор оргкомитетом наиболее интересных докладов, сообщение авторам тезисов таких докладов о принятии доклада и типе выступления (см. ниже)
- Оплату организационных взносов будущими участниками (порядок величины: 100-1000 евро, как правило, расходы несёт учреждение, где работает докладчик; приглашённые специалисты от взноса освобождаются)
- Решение технических вопросов: покупка билетов, бронирование отелей
- Издание сборника тезисов принятых на конференцию докладов (в виде книги, CD или USB)

## Организационный комитет
Организационный комитет [англ. organizing committee] подразделяется на две группы (иногда пересекающиеся). Первая — это те, кто решает технические и юридические вопросы: аренда помещений, оснащение лекционных залов, обеспечение логистики, издание трудов конференции, содействие участникам в размещении, помощь им в особых ситуациях. Вторая — часто называемая программным комитетом [англ. program committee] — занимается рецензированием и отбором докладов для формирования программы. 
Если первая группа в основном состоит из представителей учреждения, принимающего конференцию, или других институтов из того же города, то в состав второй входят учёные из разных городов и стран.
На международных научных конференциях почти всегда рабочим языком является английский, особенно если конференция посвящена техническим темам; синхронный перевод, как правило, не предусматривается.

## Мероприятия на конференции
Научная конференция длится 2—5 рабочих дней и включает следующие мероприятия:
- Регистрация [англ. registration] участников с раздачей программы конференции (с указанием очерёдности выступлений)
- Открытие [англ. opening] с приветственным словом организаторов конференции и пленарное заседание
- Работа по секциям [англ. session] или круглым столам [англ. round-table] с заслушиванием докладов и последующим обсуждением
- Кофе-брейки [англ. coffee-break] в паузах в работе конференции (2-3 каждый день)
- Фуршет или банкет в один из вечеров
- Культурные программы (экскурсии) для иногородних гостей
- Публикация сборника научных трудов [англ. Proceedings of..., Book of Abstracts of...] и раздача сертификатов участника [англ. certificate of participation]. Часто сборник выдаётся участникам конференции при регистрации
- Выставка [англ. exhibition] (например, нового оборудования по предмету конференции)

Регламент, особенно длительность выступлений, строго контролируется оргкомитетом, а при работе по секциям - председателем секции [англ. session chairman].

## Типы научных докладов

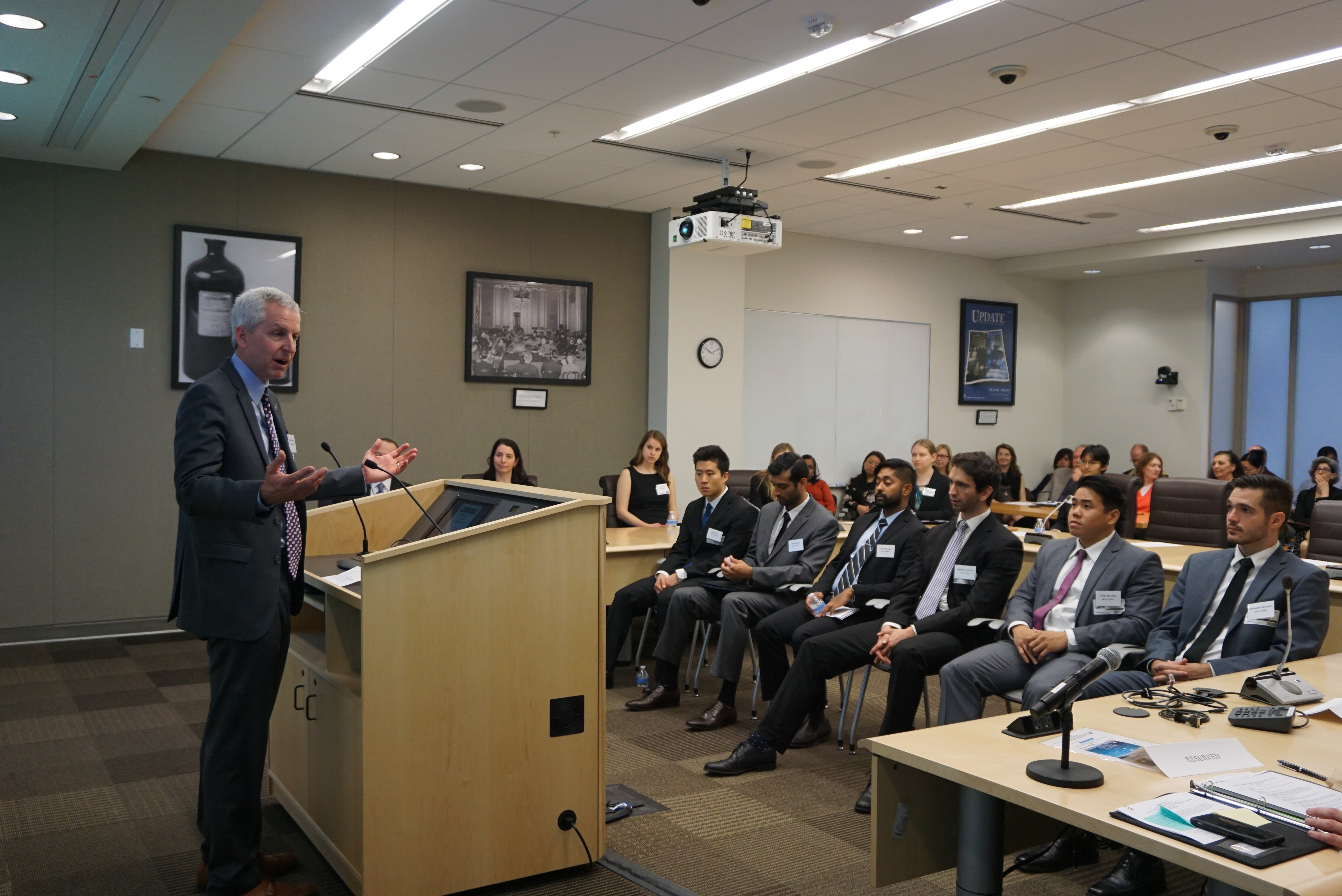
Типичная обстановка во время устного секционного доклада

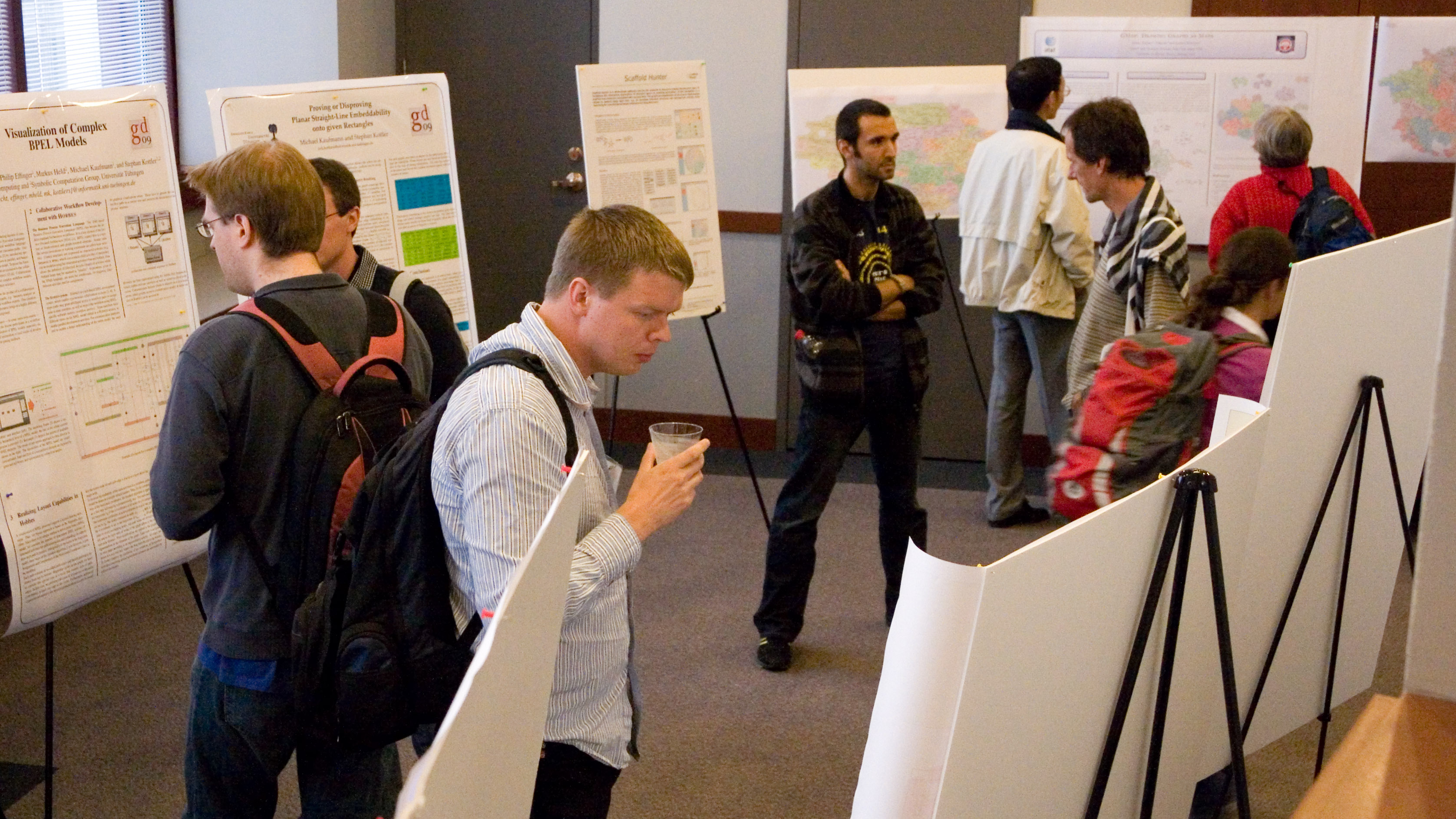
Типичная обстановка на стендовой секции

Практикуются следующие типы докладов (на конкретной конференции некоторых типов может не быть):
- Пленарный [англ. plenary] (ориентировочно 40 мин, обычно в первый день конференции)
- Приглашённый [англ. invited] (30 мин, обычно в начале работы секций конференции, в любой день)
- Устный [англ. oral] (20 мин, из них 15 мин собственно выступление и 5 мин вопросы-ответы)
- Стендовый с кратким анонсом [англ. poster with preview] (примерно 3 мин выступление без дискуссии, а доклад размещается на стенде, около которого несколько позже будет стоять докладчик и отвечать на вопросы)
- Стендовый [англ. poster] (доклад размещается на стенде размером ~ 1м x 1м, около которого будет стоять докладчик и отвечать на вопросы)
- Обучающий [англ. tutorial] (лекция учебного плана по теме конференции, цель которой не представить новые результаты, а подготовить слушателей к восприятию основных докладов конференции; обычно ориентирован на молодых учёных, может длиться около часа)

Доклад любого из типов представляется одним человеком, но у него могут быть соавторы. При этом участие засчитывается в послужной список каждого из соавторов.

## Виды научных конференций
Проводятся научно-теоретические, научно-практические, научно-технические, научно-исследовательские и другие конференции (строгих дефиниций для каждого вида нет).
По территориальному охвату, мероприятия подразделяются на региональные, национальные, международные. Для повышения «веса» конференции организаторы стараются придать ей международный статус при ожидании даже минимального числа иностранных участников.
Многие конференции по конкретной тематике организуются под одним наименованием в течение ряда лет. Место, включая страну, может варьироваться, однако даты почти неизменны (так удобнее для планирования). Например, международная конференция по электронике IEDM в начале декабря ежегодно проходит в Сан-Франциско, США, а ранее чередовалась между Сан-Франциско и Вашингтоном; в 2024 году она состоялась в 70-й раз.

## Смысл участия. Критика
Участие в конференции приносит определённые плюсы докладчику и представляемому им коллективу:
- Возможность напрямую обсудить результаты со специалистами, услышать замечания и учесть их при будущей публикации этих результатов в научных журналах
- Возможность завязать научные контакты с другими участниками, договориться о совместной работе, что при личной встрече сделать удобнее, чем в переписке
- Возможность быстрее опубликовать в сборнике трудов конференции какую-то информацию о работе, чем это реально происходит в журналах
- Для молодых участников — шанс расширить кругозор, быть замеченными более опытными коллегами, в том числе работодателями

Однако посещение конференций связано с различными расходами: платой за участие, затратами на перелёт и проживание. Хотя подобные расходы в ряде случаев могут покрываться из грантов, есть мнение, что средства гранта лучше было бы тратить на иные цели — например, на закупку научного оборудования.